# Phyllogomphoides audax
Phyllogomphoides audax là loài chuồn chuồn trong họ Gomphidae. Loài này được Hagen in Selys mô tả khoa học đầu tiên năm 1854.